# John Cale (film)
John Cale je britský dokumentární film režiséra Jamese Marshe. Původně byl představen v roce 1998 a to pouze v televizi. V roce 2006 pak vyšel na DVD. Ve filmu vystupoval jak sám John Cale, o němž snímek pojednává, tak i jeho spolupracovníci z různých období jeho kariéry. Rozhovory poskytli například La Monte Young, Marian Zazeelaová, Billy Name, Lou Reed, Maureen Tuckerová, Chris Spedding nebo Ed Wubbe. V archivních záběrech jsou zde například Iggy Pop, Patti Smith, Andy Warhol či Nico. Vystupuje zde také Victor Bockris, který v té době pracoval s Calem na jeho autobiografické knize nazvané What's Welsh for Zen. Velká část snímku je věnována šedesátým létům, méně prostoru dostaly následující dekády. Vedle informací o jeho kariéře jsou ve filmu také ukázky z jeho rodného Walesu. Cale s režisérem spolupracoval později znovu, v roce 1999 složil část hudby k filmu Wisconsin Death Trip.